# Врањеш (презиме)
Врањеш може да се односи на:
- Владимир Врањеш (1988), босанскохерцеговачки рукометаш
- Јурица Врањеш (1980), хрватски фудбалер
- Љубомир Врањеш (1973), шведски рукометаш српског порекла
- Мићо Врањеш (1975), српски фудбалер
- Огњен Врањеш (1989), босанскохерцеговачки фудбалер
- Стјепан Врањеш (1971), хрватски фудбалер
- Стојан Врањеш (1986), босанскохерцеговачки фудбалер